# The Gap Band
The Gap Band è stato un gruppo musicale R&B e funk statunitense. La formazione, composta dai tre fratelli Charlie, Ronnie e Robert Wilson, pubblicò numerosi singoli entrati nelle classifiche statunitensi.

## Storia del gruppo
I Gap Band vennero fondati nel 1967 ed erano composti dai tre fratelli di Tulsa Charlie, Ronnie e Robert Wilson. La formazione ebbe un primo momento di visibilità partecipando all'album di Leon Russell Stop All That Jazz (1974).
Alla fine degli anni settanta, dopo aver registrato alcuni dischi ignorati dal pubblico, la Gap Band entrò nel roster della Mercury grazie al produttore Lonnie Simmons e iniziò a lanciare sul mercato i suoi primi successi. L'album The Gap Band (1979) contiene Shake, il primo del gruppo ad entrare nella top 10 della classifica R&B. Fece seguito The Gap Band II (1979), certificato disco d'oro. Da esso furono estratte le hit Oops Up Side Your Head (posizione numero 6 nella classifica britannica) e Steppin' (Out). Il successivo album dei Gap Band, The Gap Band III (1980), contiene, come i precedenti, dei singoli da classifica, ovvero Yearning for Your Love, Burn Rubber (Why You Wanna Hurt Me) e Humpin' mentre Gap Band IV (1982) vanta la presenza dei successi Early in the Morning, You Dropped a Bomb on Me e Outstanding. Gap Band V: Jammin' (1983), pur aggiudicandosi il disco d'oro, non ebbe altrettanta fortuna commerciale. L'LP contiene, oltre ai singoli Party Train e Jam the Motha', la traccia Someday, una collaborazione con Stevie Wonder. Gap Band VI (1984) raccoglie Beep a Freak e I Found My Baby. Gap Band VII (1985) fu il primo album dopo vari anni a non entrare nella Billboard 200; il singolo estratto dall'LP, Going in Circles, entrò alla posizione numero 2 della R&B Chart. Il successivo Gap Band 8 (1986) contiene Big Fun, entrata alla posizione numero 4 della classifica britannica. Pubblicarono in seguito Straight from the Heart (1988), il cui singolo omonimo fu un successo minore e scrissero il tema di Scappa, scappa... poi ti prendo! La Gap Band entrò al primo posto della classifica britannica con All of My Love, estratto dall'album Round Trip (1989). 
Il gruppo si sciolse nel 2010.

## Formazione
- Charlie Wilson – voce, tastiere, batteria
- Ronnie Wilson – voce, tromba, tastiere, percussioni
- Robert Wilson – basso, percussioni, voce

## Discografia parziale

### Album in studio
- 1974 – Magicians Holiday
- 1977 – The Gap Band
- 1979 – The Gap Band
- 1979 – The Gap Band II
- 1980 – The Gap Band III
- 1982 – Gap Band IV
- 1983 – Gap Band V: Jammin'
- 1984 – Gap Band VI
- 1985 – Gap Band VII
- 1986 – Gap Band 8
- 1988 – Straight from the Heart
- 1989 – Round Trip
- 1994 – Testimony
- 1995 – Ain't Nothin' But a Party
- 1999 – Y2K: Funkin' Till 2000 Comz

### Singoli
- 1979 – Shake
- 1980 – Oops Up Side Your Head Steppin' (Out)
- 1980 – Burn Rubber (Why You Wanna Hurt Me)
- 1981 – Yearning for Your Love
- 1981 – Humpin'
- 1982 – Early in the Morning,
- 1982 – You Dropped a Bomb on Me
- 1982 – Outstanding.
- 1983 – Party Train
- 1983 – Jam the Motha'
- 1984 – Beep a Freak
- 1985 – I Found My Baby
- 1986 – Going in Circles
- 1986 – Big Fun
- 1988 – Straight from the Heart
- 1988 – I'm Gonna Git You Sucka
- 1989 – All of My Love